# آن-کارولین چوسون
آن-کارولین چوسون (فرانسوی: Anne-Caroline Chausson‎؛ زادهٔ ۸ اکتبر ۱۹۷۷) دوچرخه‌سوار حرفه‌ای اهل فرانسه است که در رشته‌های متنوعی از جمله سرازیری کوهستان، بی‌ام‌اکس و تایم‌تریل فعالیت کرده‌است.
وی در مسابقات کشوری و بین‌المللی در مجموع برندهٔ ۱۷ مدال طلا و ۱ مدال نقره شده‌است.
او همچنین برندهٔ نشان لژیون دونور شده‌است.